# Îlot Saint-Germain

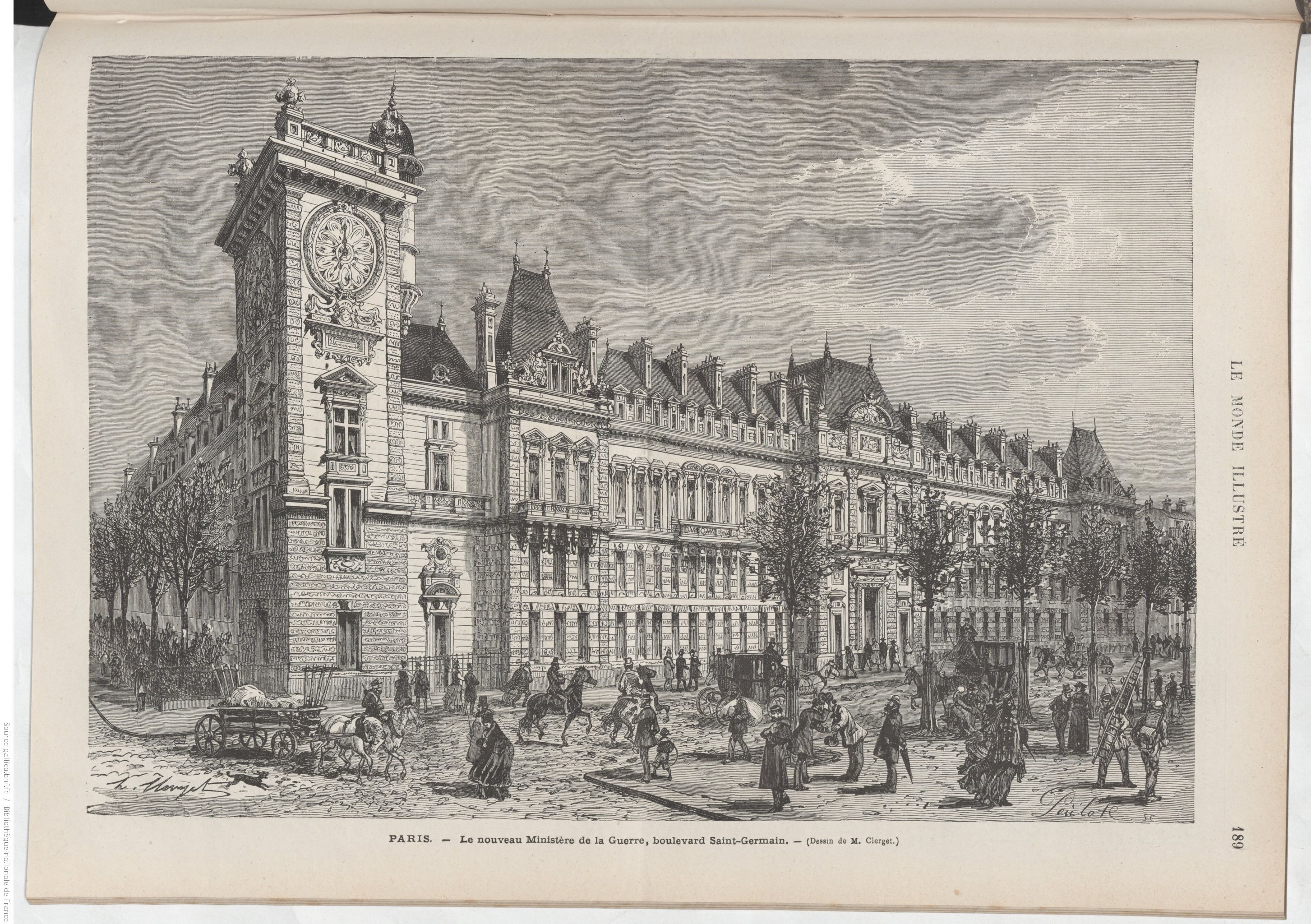
La tour de l'horloge, 231 boulevard Saint-Germain, à l'angle avec la place Jacques-Bainville et la rue de Solférino. Gravure d'Hubert Clerget dans Le Monde illustré, 1877.

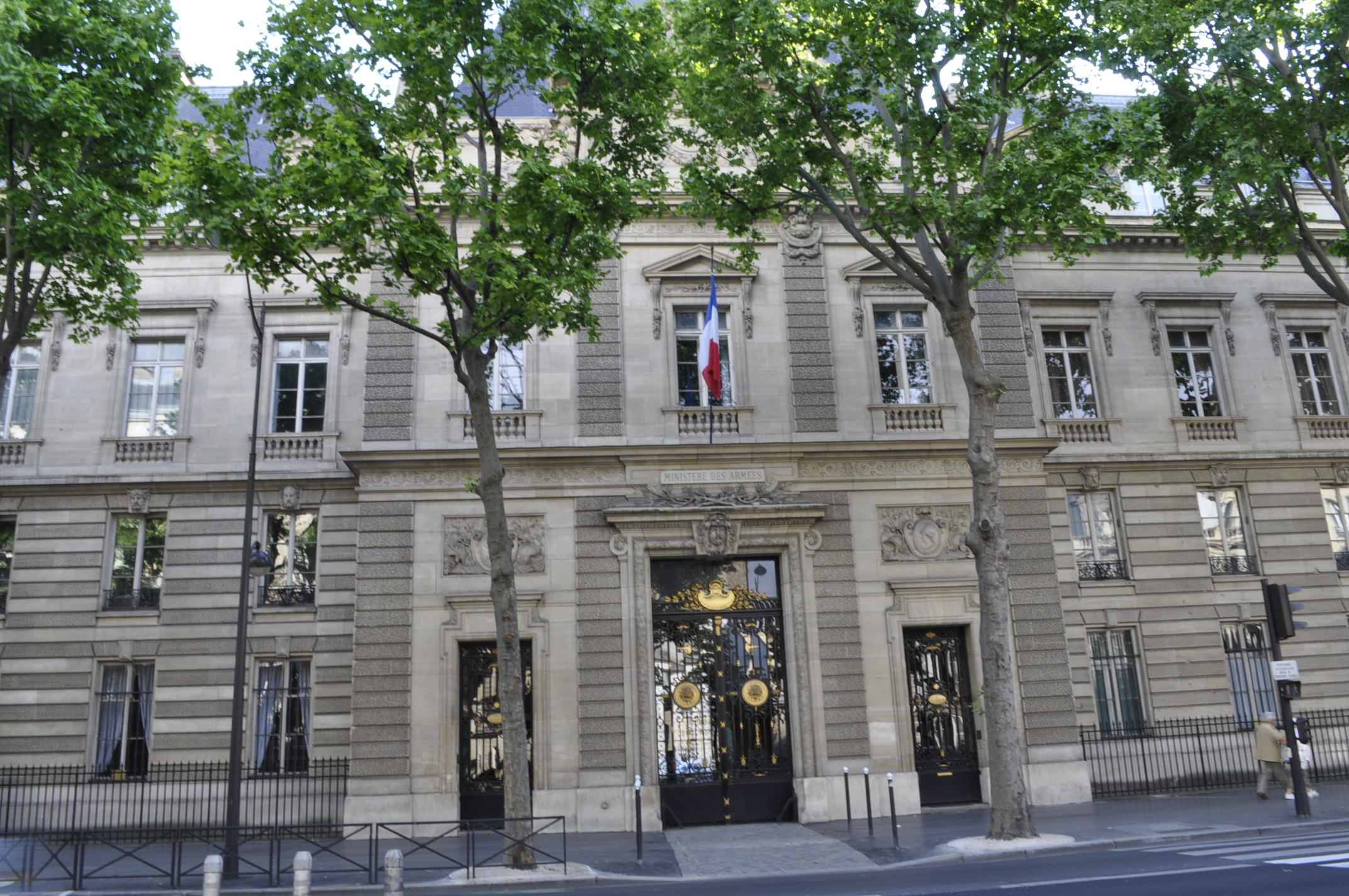
La façade du 231 boulevard Saint-Germain en 2014.

Pour les articles homonymes, voir Saint-Germain.
Ne doit pas être confondu avec Île Saint-Germain.
L'îlot Saint-Germain est un îlot urbain situé dans le quartier des Invalides, dans le 7e arrondissement de Paris, au cœur de l'ancien faubourg Saint-Germain. 
Il est encadré par la rue de Bourgogne, la rue de l'Université, la rue de Bellechasse, la rue Saint-Dominique, et le boulevard Saint-Germain.

## Historique
L'îlot Saint-Germain était à l'origine un couvent, fondé en 1640 par la congrégation des Filles de Saint-Joseph. Avec la Révolution, les religieuses sont expulsées de leurs bâtiments et seront remplacées quelques années plus tard par les services du ministère de la Guerre. De nouveaux bâtiments sont construits, dont la façade principale lors du percement du boulevard Saint-Germain entre 1867 et 1877.
Avec l’inauguration de l’Hexagone Balard, qui réunit les états-majors, le site est mis en vente. La mairie de Paris se porte acquéreur en mai 2016 de la moitié de la superficie libérée, dans le cadre d’un accord global qui inclut d'autres sites comme ceux d’Agro-Paris Tech ou de Science Po Paris,. Les 17 000 m2 de locaux de l’îlot Saint-Germain ont été cédés pour 29 millions d’euros, et après des travaux qui doivent s’étaler jusqu’en 2023, accueillera 254 logements sociaux ainsi qu’une salle de sport municipale et une crèche de 68 berceaux.
En 2019, la partie Est de l’îlot, quant à elle, est finalement acquise par le fonds Constellation Hotels, possédé par la Qatar Investment Authority. Le ministère des Armées conserve cependant la partie restante, à l'Ouest (soit les hôtels de Brienne et de Bourbon-Busset ainsi que les bâtiments de la Lionne et des Jardins), notamment pour sa proximité avec l'Assemblée nationale.
Une partie des locaux sert d’hébergement aux soldats de l'opération Sentinelle.